# Crazy B
 (mars 2011).
Si vous disposez d'ouvrages ou d'articles de référence ou si vous connaissez des sites web de qualité traitant du thème abordé ici, merci de compléter l'article en donnant les références utiles à sa vérifiabilité et en les liant à la section « Notes et références ».
Crazy B est un DJ et compositeur français. Il devient DJ dans les années 1980 en étant le DJ du groupe de rap Rapsonic à partir de 1987 avec Big Red de Raggasonic, en animant certaines des premières soirées hip-hop parisiennes et en gagnant son premier concours français de DMC en 1991. Au début des années 1990, il est membre du groupe de rap français Alliance Ethnik avant de devenir jusqu'à aujourd'hui membre du groupe de DJs Birdy Nam Nam.
Grand compétiteur, Crazy B est septuple champion de France et quadruple vice-champion du Monde DMC en individuel. En groupe, il est double champion de France et champion du Monde DMC, champion d'Europe et champion du Monde ITF.[réf. nécessaire]

## Discographie

### Birdy Nam Nam
- Dance Or Die (2016) - LP (Zipette Island)
- Jaded Future (2012) - EP (OWSLA)
- Defiant Order (2011) - LP (Savoir Faire)
- Goin' In (2011) - EP (Savoir Faire)
- Manual For Successful Rioting (2009) - LP (Has Been)
- The Parachute Ending (2009)- EP (Has Been)
- Worried (2008)- EP (Has Been)
- Trans Boulogne Express (2007) - EP (UWe)
- The First Break Beat (2007)- EP (Kif Recordings)
- Live in Paris (2006) - Album (UWe)
- Birdy Nam Nam (2005) - Album (UWe)
- Engineer Fear (2005)- EP (Kif Recordings)
- Body, Mind, Spirit... (2004) - EP (Kif Recordings)

### Alliance Ethnik
- Fat Come Back (1999) - LP (EMI)
- Simple & Funky (1995) - LP (EMI)

### Rapsonic
- Vas-y Mets La Dose (1989) - EP (Trema)

### Collectives
- Supersourcilsbreaks (2003), Crazy B & DJ Need - KIF Recordings
- So Good (2001), Crazy B & DJ Eanov - Virgin France
- Genious Touch I (1998), II (1999) & III (2001), Crazy B & Faster Jay - KIF Recordings
- Franken Scratch (1997) - Double H Production

## Championnats DJ & Récompenses

### Individuel
- 1991 :  DMC Champion France
- 1992 :  DMC Champion France
- 1992 :  DMC World Champion
- 1993 :  DMC Champion France
- 1993 :  DMC World Champion
- 1994 :  DMC Champion France
- 1994 :   DMC World Vice-Champion
- 1995 :  DMC Champion France
- 1995 :   DMC World Vice-Champion
- 1996 :  DMC Champion France
- 1996 :  DMC World Champion
- 1997 :  DMC Champion France
- 1997 :   DMC World Vice-Champion
- 1998 :  DMC Champion France
- 1998 :   DMC World Vice-Champion

### Birdy Nam Nam
2010
- Victoires de la Musique - Musique Électronique

2002
- DMC World Champion

### Alliance Ethnik
1996
- Victoires de la Musique - Révélation « groupe de l'année »

### Skratch Action Hiro
2001
- DMC World Champion

2000
- DMC Champion France
- ITF Champion Europe ITF
- ITF World Champion

1999
- DMC Champion France
- DMC World Champion